# جون واشنطن روجرز الأصغر
جون واشنطن روجرز الأصغر (بالإنجليزية: John W. Rogers, Jr.)‏ (ولد في 31 مارس 1958) مستثمر ومؤسس شركة أرييل للإدارة (تعرف الآن باسم أرييل للإستثمارات) في عام 1983. وهو الرئيس، المدير التنفيذي للشركة، والتي تعتبر أكبر شركة أمريكية لتداول وإستثمار الأموال. مساهم نشط في مجلة فوربس على مدار العقد الماضي. كما كان عضوا نشطا في الحملة الرئاسية لرئيس الولايات المتحدة السابق باراك أوباما. وكان رئيس مجتمع تنصيب باراك أوباما في عام 2009.
شغل روجرز منصب رئيس قسم الحدائق في شيكاغو لست أعوام متتالية في تسعينات القرن الماضي. كما شغل العديد من المناصب في شركات مختلفة، فكان رئيس العديد من المنظمات التي أنشائها هو وزملاء دراستة. ورئيس جمعيه تعليم الشباب في مدينة شيكاغو. في عام 2007، قامت جامعة برنستون بتكريم روجرز بجائزة وودرو ويلسون عن إسهاماته ودوره في تطوير العديد من المنظمات والهيئات. عندما كان روجرز طالبا في جامعة برنستون، كان قائد فريق النمور في رابطة اللبلاب بجامعة برنستون لكرة السلة.

## السيرة الذاتية

### النشأة
نشأ روجرز في هايدي بارك في جنوب ولاية شيكاغو، الولايات المتحدة. تخرج في عام 1976 من مدرسة جامعة شيكاغو. عندما كان يبلغ من العمر إثنا عشر عاما، بدأ والده في إعطاءه أسهم ليتربح منها. إلتحق فيما بعد بكلية جامعة برنستون حيث أمضى أغلب وقته فراغه في قراءة احتياجات السوق في الأسهم الخاص به، تأثر في ذلك الوقت بكتاب برترن ميخائيل، نزهة عشوائية في شارع وول ستريت.
كان روجرز عضوا في فريق كرة السلة لعب مع جريغ روبنسون. كما كان قائد فريق نمور برنستون لكرة السلة في دوري رابطة اللبلاب في عام 1979. كما إعتاد على قراءة صحف الأعمال والإتصال بوكيلة من هاتف مدفوع الثمن في الإستاد. أشاد روجرز ببيت كاربل مدرب الفريق واصفا إياه بالعظمة وبشده التأثير على اللاعين وتعليمهم روح الفريق والتفاني.
درس روجرز الإقتصاد في جامعة برنستون. وبعد التخرج أي في عام 1980، عمل لدى شركة ويليام بلير في شيكاغو. بعد مرور سنوات قليله باستخدام بعض مدخرات عائلته وأصدقائه، أنشا روجرز شركته الخاصة حيث بدأ بتداول وإستثمار أموال صندوق المعاشات ومكافآت الموظفيين في شيكاغو.

### العائلة
روجرز هو الابن الوحيد لجويل لافونتين وجون روجرز، الأكبر. كانت والدته جويل هي أول إمراة أمريكية أفريقية تتخرج من جامعة شيكاغو للحقوق في عام 1946. وأصبحت فيما بعد محامية جمهورية شهيرة، رشحت ريتشارد نيكسون، الذي فاز في انتخابات الحزب الجمهوري للانتخابات الرئاسية في تصفيات الحزب عام 1960. كان والده طيارا مع سجل بأكثر من 100 مهمه قتالية أثناء الحرب العالمية الثانية كما شغل منصب قائد حكام مسابقة طبخ لأكثر من 20 عامًا.
تطلق والداة في عام 1961، لم يزد عمر روجرز آنذاك عن ثلاثه أعوام. توفيت والدته في عام 1997. رزق روجرز بإبنة، فيكتوريا من زوجته السابقة ديزيريه روجرز.
بنى واحد من أجداد روجرز فندق ستريت فورد في جرين وود، تلسا، أوكلاهوما، يعرف بشارع بلاك وول. دمر الفندق في مأساة مذبحة تلسا. ساعد في تمويل «قبل أن يموتوا» فيلم وثائقي يحكي تفاصيل عن حياة الناجيين من الحادثة وظهر في الفيلم لمدة قصيرة.
في 28 ديسمبر 2002، تزوج روجرز من شارون فيرلي والتي كانت أيضا مطلقة. بحلول إعلان زواجها عام 2002 في جريدة نيويورك تايمز. كانت فيرلي تعمل مدير تنفيذي للتسويق في شركة فارماسيا. أما حاليا، فيرلي هي القائدة الجديدة للسلطة المستقلة لمراجعة الشرطة المسئوله عن التحري في الهجمات النارية التي يتورط فيها أفراد الشرطة. سابقا عملت لدى مكتب شيكاغو كمحرر عام لمدة ثمان أعوام.

### الحياة الشخصية
يحصل روجرز على نسخة خاصة لنص «جريدة بيزنيس ويك» عن طريق فيديكس قبل العامة بيوم. لا يستخدم روجرز الكمبيوتر أوالبريد الإلكتروني. يعرف روجرز بارتدائه بدلة مقلمة رمادية للعمل. وفي صالات كرة السلة يرتدي نظارة واقية سوداء.
لدى روجرز عادات غذائية غريبة فيقوم بحمية غذائية معينة. تتضمن أكثر من وجبه غذائية من ماكدونالدز على الأقل منذ فترة الجامعة، ولا يأكل غير الأغذية البسيطة. في إحدى المرات أعاد الوجبة لأن الخضار لمس اللحم. تحكي مربية عائلته (قضت معهم أكثر من 40 عاما) بأنه كان يشتري كريم حلاقة ومزيل روائح. وهو لا يزال في سن السادسة، وأنه كان يغير فرشاة الأسنان كل أسبوع، وكان يجمع الدببة وخصوصا شخصية ويني-ذا-بوه.
شكلت لعبه كرة السلة الثلاثية جزء كبير من حياته. ففي عام 2000، كان يمتلك فريق مع المركز الثاني والرابع في مسابقات برنستون، كيت مويلر (فصل عام 1991)، روبنسون (عام 1983)، وثان أفضل رام في 3 نقاط في المدرسة شون جاكسون (عام 1992).
في الفترة ما بين عام 1996 وعام 2000 فاز فريقه بإثنى عشر بطولة من أصل 17 بطولة إنضموا إليها. أحرز روجرز نقطه الفوز في بطولة شيكاغو الثلاثية ضد فريق مع آرني دنكان، كيت مويلر.
كان روجرز روبسنون من ضمن المدعوين للتدريب مع مايكل جوردان أثناء تدريبات إستعداده للعودة مرة أخرى. يدعى روجرز أنه أول من استطاع هزيمة جوردان في لعبته واحد ضد واحد.

### شركة أريل للإستثمارات

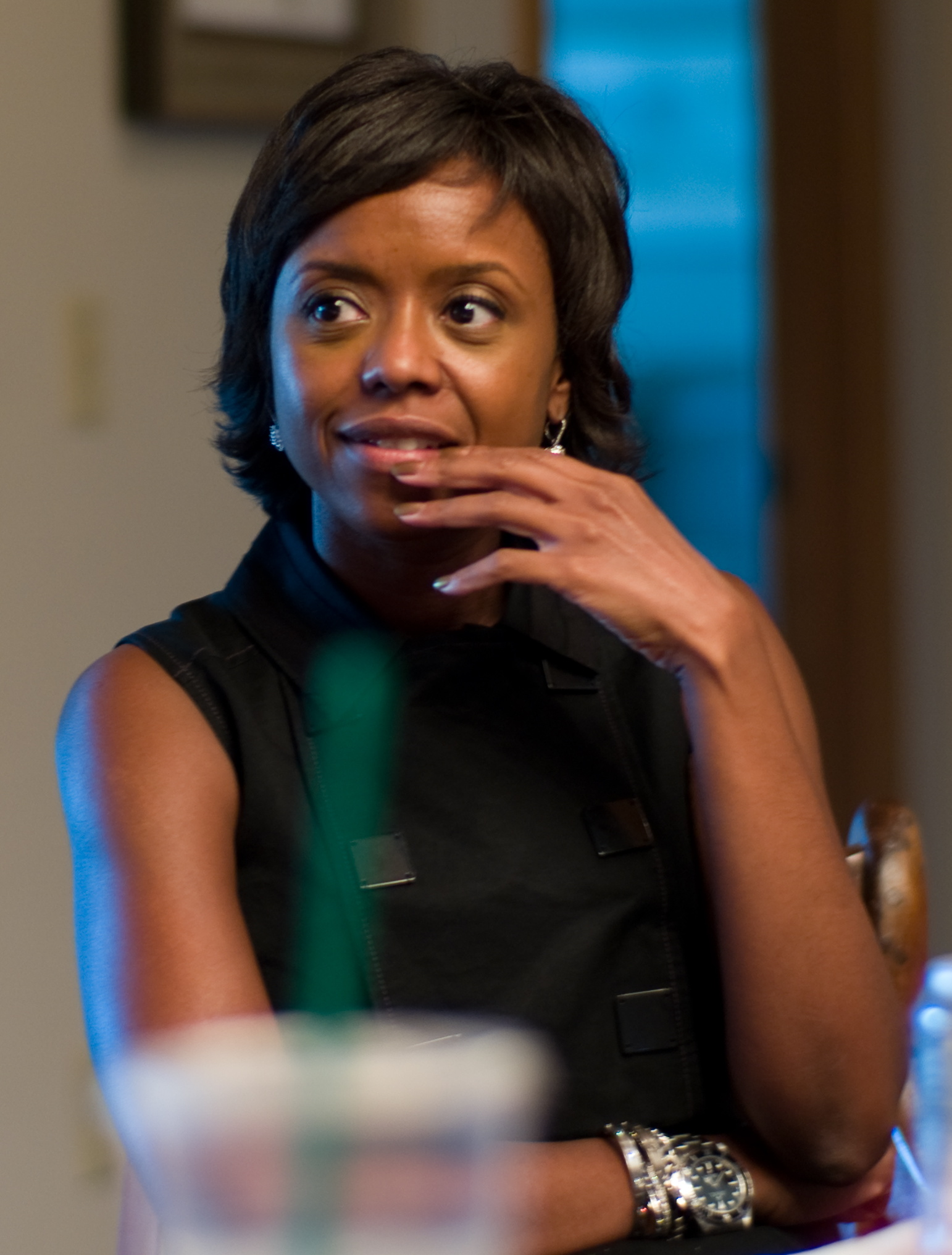
الرئيسة التنفيذية للشركة ميلودي هوبسون

كان روجرز من كبار المستثمرين في ثمانينيات القرن الماضي. سريعا ما إنضمت ميلودي هوبسون شركة أرييل للإستثمارات كمتدربة، ثم ترقت لتصبح مدير التسويق فنائب رئيس الشركة في فترة وجيزة. في عام 2000، أصبحت هوبسون رئيس الشركة، فرع شيكاغو لتدير ما يقرب من 10 مليار دولار، والمسئولة عن أكبر شركات الإستثمار للأمريكين ذو أصل أفريقي في الولايات المتحدة. وهي رئيسة مجلس الأمناء لمؤسسة أرييل للإستثمار.
بدأت شركتة بالنمو في خطى ثابته. ففي يوليو 1983، أسس روجرز شركته بميزانية بلغت 10,000 دولار. ونجح في إستثمار المبلغ ليصل في نهاية فبراير 1984 إلى 23,190 دولار. بعد استخدام مدخرات أمة وأصدقائة ومعارفة.
أصبحت الشركة عامة في 6 نوفمبر 1986. بحلول نوفمبر 2000، وصل عدد موظفين الشركة إلى 41 موظف. في فبراير 2002، وصل عدد موظفي الشركة إلى 51 موظف وأكثر من 120 عميل (بما فيها الخطوط الجوية المتحدة، شركة شيفرون، نظام تقاعد مدرسي ولاية كاليفورنيا) مع مرور الوقت إزداد عدد العملاء الدائمين والكبار مثل وول مارت وشركة بيبسي بحلول إبريل 2005. في عام 2008، وصل عدد الموظفين إلى أكثر من 100 موظف. في عام 2008، غيرت الشركة إسمها من شركة أرييل للإدارة إلى شركة أرييل للإستثمارات.
شغل روجرز أيضا منصب في مجلس إدارة منظمة شيكاغو للتجارة. بما فيها، إيكسلون، منظمة بالي للياقة البدنية. روجرز مساهم منتظم في مجلة فوربس منذ العديد من السنين وأرشيف أون لاين منذ عام 2001.

## الخدمات العامة

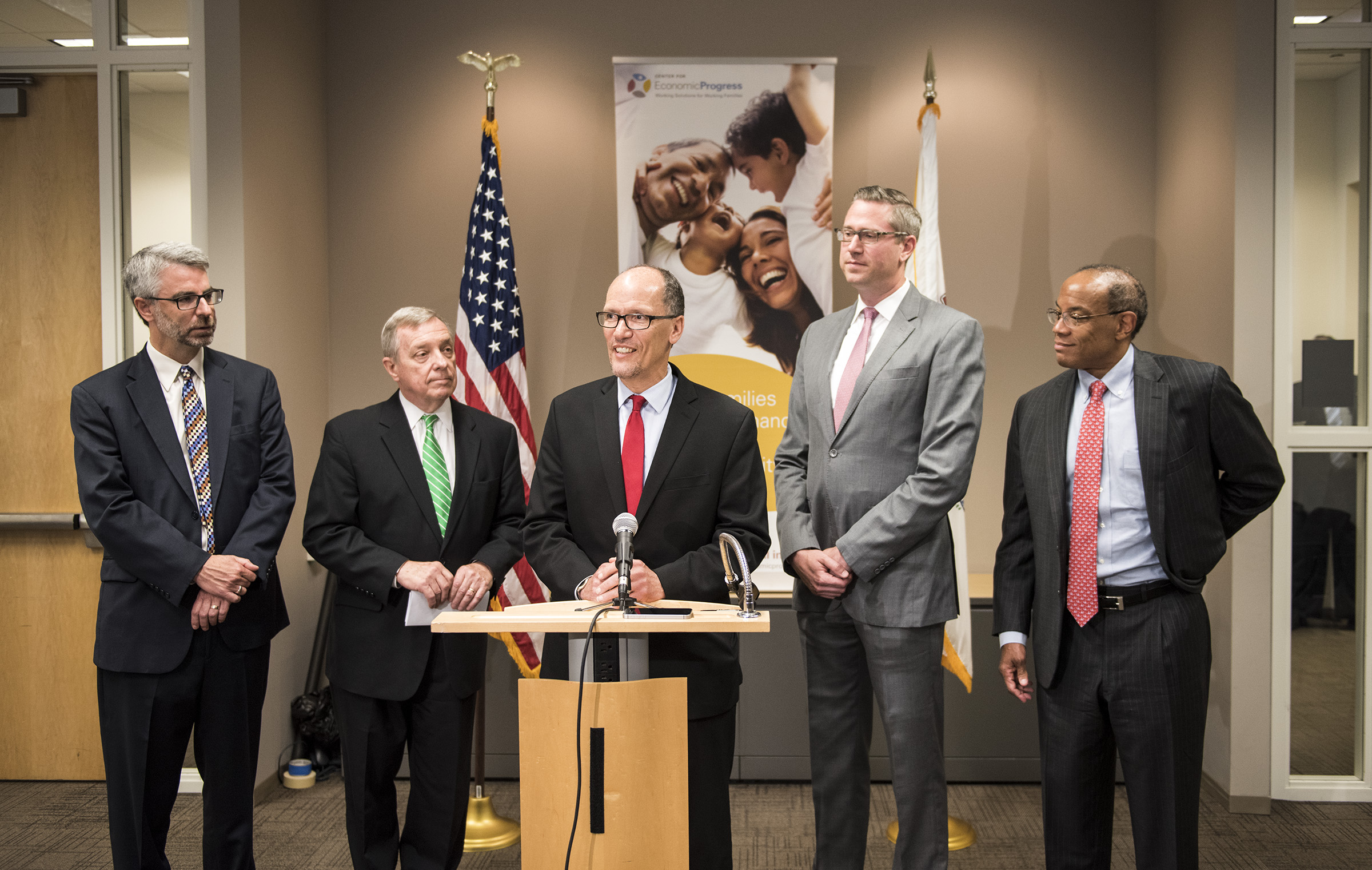
وزير العدل الأمريكي توماس بيريز مع روجرز (في أقصى اليمين) في مؤتمر صحفي بشيكاغو.

في 23 فبراير 2008، أصبح روجرز أول أمريكي من أصل أفريقي يفوز بجائزة وودرو ويلسون من جامعة برنستون تكريما له عن دورة في تطوير مجتمع برنستون، مجتمع شيكاغو، مجتمع الأمريكيون الأفارقة والمجتمع المالي. في عام 1994، وضعته مجلة التايمز في قائمة «50 قائد أقل من 40 عاما». روجرز هو الرئيس المساعد لمشروع جيسي جاكسون للمؤتمرات السنوية. مدير دوري شيكاغو للعرب، وضمن الحملة الرئاسية لعام 2000 للمرشح وأسطورة كرة السلة بيل برادلي.
إشترك روجرز وشركته في حملة دعمت مجتمع أريل الأكاديمي والتي تعطي محاضرات اقتصادية، فلم يبخل روجرز لا بماله ولا بوقته عن الأكاديمية. فقام بتصميم مناهج دراسية وأحضر طلاب لإجتماعات المجلس. نتيجة لماله ووقته، 80% من متخرجي من طلاب الصف الثامن يتم قبولهم في مدارس ثانوية فريدة. تبني روجرز 40 طالبا من طلاب الصف السادس بتكلفه وصلت إلى 200,000 دولار/عام. من خلال منظومة «لدي حلم». ويتوقع من أن يتحمل تكلفة ذهاب 30 طالب إلى الجامعة.
كان روجرز من ضمن الدائرة الخاصة للحملة الرئاسية للمرشح الديموقراطي باراك أوباما. بعد سنوات عديدة من خدمتة في الحزب الديموقراطي كما عمل بفترة مع وليام بيل دالي، بات راي، بيني بريتزكر وجوليانا سموز في الحملة الرئاسية 2009 لباراك أوباما. في يونيو 2009، أصبح روجرز رئيس جامعة شيكاغو.

## التراث
في أواخر ديسمبر عام 2011، سمى مجلس إدارة جامعة شيكاغو القاعة الرئيسية لكرة السلة على اسم روجرز تكريما له على مجمل أعماله. كما تم نقش إسمة على أرضية القاعة في الفترة ما بين عام 2012-2011 وأثناء عطلة الشتاء. في 8 فبراير 2012، تمت الموافقة الرسمية من الحكومة على الاسم في احتفالية شملت مباراة بين فريق الجامعة (المستضيف) مع فريق نورث ريدج (الضيف).

## وصلات خارجية
مقالات
- الموقع الرسمي للشركة
- ميلودي هوبسون - شركة أرييل للإستثمارات

فيديوهات
- جون واشنطن روجر الأصغر يتحدث عن الصعوبات التي واجهها أثناء إنشاءة الشركة
- ميلودي هوبسون -رئيسة شركة أرييل- في شيكاغو